# Namecoin
Namecoin (англ. name — «имя», англ. coin — «монета») — основанная на технологии Bitcoin система хранения произвольных комбинаций вида «имя-значение», наиболее известным применением которой является система альтернативных корневых DNS-серверов. Namecoin устойчив к цензуре и не управляется какой-либо одной организацией. Каждый узел сети Namecoin имеет полную копию распределённой базы данных.
Главным применением Namecoin’а является цензуроустойчивый домен верхнего уровня .bit, который функционально похож на .com- или .net-домены, но не зависит от ICANN, главного руководящего органа для доменных имен.
Принцип одноранговой сети и отсутствие административного центра делает невозможным изъятие имени.  Для вычисления блоков используется стандартное программное обеспечение для майнинга Bitcoin’ов, перенаправленное на сервер и порт, где работает Namecoin. Возможен одновременный майнинг Namecoin’ов и Bitcoin’ов без снижения эффективности майнинга Bitcoin’ов за счёт использования технологии «Merged Mining». Также была возможность приобрести домен за криптовалюту Bitcoin через посредника. Срок регистрации имени считается истёкшим после вычисления 36 000 новых блоков.
Сейчас в Namecoin’е регистрируются домены только в зоне .bit, для которых используется пространство имён «d/» (например, запись домена «bitcointalk.bit» использует имя «d/bitcointalk»). Мощность распределённой вычислительной сети гарантирует, что не появится двух одинаковых имён и что ваше соответствие «имя-значение» («домен-адрес» в частном случае) не сможет быть присвоено и изменено ни одним посторонним лицом.
Чтобы получить доступ к доменам, расположенным в доменной зоне .bit и привязанным к IP-адресам, можно использовать прокси-сервер или DNS-серверы, указанные в вики проекта. Namecoin’ы также используются в качестве DNS в ZeroNet и Bitmessage.
К недостатку Namecoin’а можно отнести то, что имена невозможно юридически защитить от киберсквотеров.

## Альтернативы
Некоторое время существовала концепция проекта децентрализованной DNS под названием «DIANNA».
EmerCoin, запущенный в декабре 2013 года, поддерживает хранение любых имён в криптоблоках и используется для поддержки (хранения записей) нескольких доменных зон.
В Ethereum аналог Namecoin реализуется пятью строками кода.